# Pau Cortada
Pau Cortada i Singla (Olesa de Montserrat, Barcelona, segle XIX - Barcelona, 1873) fou un violinista. Entre els anys 1818 i 1822 va estudiar música a Montserrat, on va coincidir amb Baltasar Saldoni. Durant anys va ser violí primer i director de la cobla del seu poble natal, i va compondre nombroses peces de ball de general acceptació.
Pau Cortada i Singla va ser organista de la parròquia d'Olesa des de 1848, procedent del Monestir de Montserrat. Ensenyà música al poble, i entre els anys 1856 i 1858 va formar una orquestra de nois que van debutar per Pasqua Florida tocant caramelles amb el cor Joventut Olesana, del qual Cortada va ser mestre i director.
Pertany a la generació dels músics Monné d'Olesa i Esparraguera, que eren un grup de músics actiu des d'abans de l'any 1850 que encara avui dia es conserva: intèrprets, compositors, arranjadors, copistes, caps de corda, representants, mestres de música i directors de corals. Aquesta orquestra d'Olesa tenia el seu origen en la Societat de Músics d'Olesa, tot i que es diu que fou fundada l'any 1847. Els primers Monné documentats com a músics són els germans Monné-Batallé (Feliu Monné, un d'ells), nascuts entre 1839 i 1864. Hi ha motius no només per pensar que hi havia antecedents musicals ja a la pròpia família Monné sinó que els seus membres, en diverses generacions, estaven emparentats amb altres famílies de músics de la zona, començant pels Cortada i pels Pujol, seguint pels Cañadell, Simon, Parera i Margarit. Fins i tot hi ha alguna possibilitat que aquests Monné músics del Baix Llobregat fossin parents llunyans dels Munné constructors de pianos de Barcelona a mitjan segle xix.